# Ondaatje-kamp
Het Ondaatje-kamp, ook bekend als het Darmo-kampement in Soerabaya, was tijdens de Japanse bezetting van Nederlands-Indië in de periode van maart 1942 tot oktober 1943 een interneringskamp. Dit kampement was het kampement van het 3e  Bataljon Infanterie aan de Ondaatje-weg en lag in het uiterste zuid-westen van de  stad. Het kamp was ondergebracht in barakken en omheind met prikkeldraad.
In de barakken van het met prikkeldraad omheinde kampement aan de Ondaatjeweg werden in maart 1942 marinemensen en andere militairen uit Soerabaja en elders in Oost-Java geïnterneerd. Begin mei werd een onbekend aantal inheemse krijgsgevangenen vrijgelaten. Vanaf half mei 1942 werden in een deel van het kampement Molukse, Menadonese en andere inheemse KNIL-militairen geïnterneerd. Enkele honderden van hen, vermoedelijk begin juli 1942 uit Bandoeng aangekomen, braken op 4 juli 1942 uit het kamp. Zij werden kort daarna opnieuw geïnterneerd. Naar aanleiding van een wapensmokkelaffaire eind juli 1942 werden in augustus 1942 ongeveer 300 Molukse en andere inheemse krijgsgevangenen naar een kamp in Batavia gezonden. De 'Europese' krijgsgevangenen werden in het najaar van 1942 overgebracht naar het 10de Bat. in Batavia en het Jaarmarktkamp in Soerabaja. Eind 1942 en begin 1943 kwamen grote aantallen Brits-Indische krijgsgevangenen in het kamp. In mei 1943 gingen de meeste inheemse geïnterneerden als heiho's's op transport naar onder meer de Palau-eilanden. Daarbij kwam een groot aantal van hen om het leven. De laatste groep heiho's werd in oktober 1943 via Tandjoeng Perak naar Bougainville gezonden.